# Eschweilera ovalifolia
Eschweilera ovalifolia är en tvåhjärtbladig växtart som beskrevs av Franz Josef Niedenzu. Eschweilera ovalifolia ingår i släktet Eschweilera och familjen Lecythidaceae. Inga underarter finns listade i Catalogue of Life.